# Isabelle Mortimer (née vers 1313)
Pour les articles homonymes, voir Isabelle Mortimer.
Isabelle Mortimer (vers 1313 – après le 2 septembre 1327) est une femme de la noblesse anglaise du XIVe siècle.

## Biographie
Isabelle est la quatrième fille de Roger Mortimer, 3e baron Mortimer de Wigmore, et de Jeanne de Geneville, 2e baronne Geneville. Son père est sous le règne d'Édouard II l'un des plus puissants barons des Marches galloises : la famille Mortimer descend d'un des compagnons anglo-normands de Guillaume le Conquérant débarqués avec lui en Angleterre en 1066. Sa mère est quant à elle la petite-fille et héritière des barons des Marches et d'Irlande Geoffroy de Geneville et Mahaut de Lacy ; elle est également la petite-nièce de Jean de Joinville, biographe de Saint Louis.
À la suite de la rébellion de son père contre Édouard II, Isabelle est arrêtée et emprisonnée au prieuré de Chicksands, dans le Bedfordshire, début 1324. Pendant son incarcération, la couronne ne lui alloue que douze pennies hebdomadaires pour assurer ses dépenses. Ce n'est qu'à la chute du roi, au cours de l'automne 1326, qu'elle est libérée. La dernière information permettant de prouver qu'elle est encore en vie date du 2 septembre 1327, lorsqu'elle obtient de son père la jouissance du manoir de Wychbold, dans le Worcestershire. On ignore si elle s'est mariée ou a eu des enfants.